# Cyclacanthia cloverlyae
Cyclacanthia cloverlyae är en svampdjursart som beskrevs av Samaai,Govender och Kelly 2004. Cyclacanthia cloverlyae ingår i släktet Cyclacanthia och familjen Latrunculiidae. Inga underarter finns listade i Catalogue of Life.